# Eididh nan Clach Geala
Eididh nan Clach Geala är ett berg i Storbritannien.   Det ligger i kommunen Highland och riksdelen Skottland, i den norra delen av landet, 800 km norr om huvudstaden London. Toppen på Eididh nan Clach Geala är 927 meter över havet, eller 176 meter över den omgivande terrängen. Bredden vid basen är 3,4 km.
Terrängen runt Eididh nan Clach Geala är huvudsakligen kuperad. Trakten runt Eididh nan Clach Geala är nära nog obefolkad, med mindre än två invånare per kvadratkilometer. Närmaste större samhälle är Ullapool, 16,3 km nordväst om Eididh nan Clach Geala. Trakten runt Eididh nan Clach Geala består i huvudsak av gräsmarker.